# Chlosyne cyneas subsp. cynisca
Chlosyne cyneas cynisca es una subespecie de Chlosyne cyneas, mariposa endémica de México de la familia Nymphalidae, que fue descrita originalmente bajo el nombre científico de Phyciodes cynisca por Godman & Salvin en el año de 1882.

## Descripción
Las alas anteriores en su vista dorsal son de color negro, presenta una mancha blanca dentro de la celda costal, y serie de puntos de diferente tamaño en la región postdiscal interno y región postdiscal externo. Pelos cortos de color negro y blanco en el margen externo. Presenta una banda de color amarillo en el centro del ala de margen costal a anal, sin tocar ambos márgenes y siete puntos blancos en la región postdiscal externa. En el margen externo presenta pelos cortos de color negro y blanco. Ventralmente el ala es de color negro en su fondo, presenta un manchado anaranjado en poco más de dos tercios de la celda discal, y lo demás blanco. Presenta dos series de manchas blancas, es la región postdiscal externa e interna. Entre las venas R5 y Cu2 en el área marginal presenta una mancha anaranjada. En el ápice presenta manchado amarillo. Las alas posteriores son de color amarillo en su mayoría excepto la región postdiscal externa, que presenta una franja negra con una serie de puntos amarillos. Las venas del ala son negras. Los palpos son de color negro con pelos blancos.
Las antenas, cabeza, tórax y abdomen son de color negro en su vista dorsal. Las antenas en su vista ventral son blancas. El tórax presenta pelos blancos y el abdomen es de color amarillo con dos líneas negras. Las patas son de color anaranjado.

## Distribución
Hasta el momento solo se conoce para cuatro estados de la república mexicana, siendo estos: Chiapas, Oaxaca, Puebla, y Veracruz.

## Hábitat
Se conocen pocos ejemplares recolectados de esta especie, siendo estos algunos de Chiapas: Almolonga; San Cristóbal de las Casas. En Oaxaca: San Andrés Chicahuaxtla;  cerca de la Ciudad de Oaxaca, Carretera Puerto Ángel-Oaxaca; Miahuatlán. En Puebla: Tehuacán, etc. Se le puede ver en áreas abiertas con selva baja caducifolia, probablemente.

## Estado de conservación
Se conocen pocos ejemplares recolectados de esta especie, en las localidades ya mencionadas anteriormente en el apartado de distribución. No se encuentra enlistada en la NOM-059.